# Debora
Debora  è un nome proprio di persona italiano femminile.

## Varianti
- Femminili: Deborah[2][4]

### Varianti in altre lingue
- Basso-tedesco: Depke
- Catalano: Débora[6]
- Ebraico: דְּבוֹרָה (Deborah, Devorah, Dvorah)[1][3]
- Esperanto: Debora
- Francese: Débora[1], Déborah
- Greco biblico: Δεββωρα (Debbora)[1]
- Inglese: Deborah[1][3], Debra[1][3]
  - Ipocoristici: Debi[1][3], Deby, Debby[1][3], Debbie[1][3], Debbi[1][3], Deb[1][3], Debs[3]
- Islandese: Debóra
- Latino: Debora[4][5], Debbora[1]
- Olandese: Debora[1]
- Polacco: Debora
- Portoghese: Débora[1][3]
- Spagnolo: Débora[1][3][6]
- Tedesco: Debora[1]
- Ungherese: Debóra

## Origine e diffusione

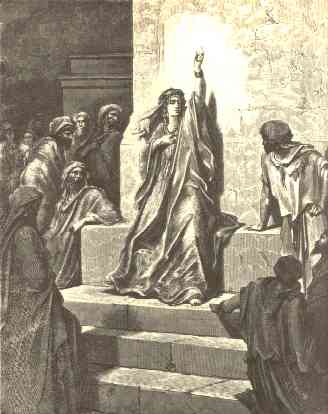
La profetessa Debora in un'illustrazione di Gustave Doré

Deriva dall'ebraico דְבוֹרָה (Deborah), adattato in greco come Δεββωρα (Debbōra) e in latino come Debbora; il significato del nome è "ape", lo stesso di Melissa.
Si tratta di un nome biblico, portato nell'Antico Testamento da Debora, profetessa e unica donna a far parte dei giudici d'Israele (Giacomo 4-9), oltre che dalla balia di Rebecca (Genesi 35:8).
Il nome è stato a lungo comune fra gli ebrei, e venne usato per la prima volta in inglese dai Puritani, dopo la Riforma protestante. Si è affermato in Italia inizialmente nel primo dopoguerra, grazie alla popolarità di varie attrici così chiamate, in particolare Deborah Kerr, e delle protagoniste di varie successive telenovela, e poi di nuovo a partire dal 1968, per il successo della canzone di Fausto Leali Deborah; è attestato per più della metà dei casi in Toscana ed Emilia-Romagna, e per il resto disperso in Nord Italia.

## Onomastico
L'onomastico può essere festeggiato il 1º novembre, in memoria della già citata Debora, profetessa dell'Antico Testamento.

## Persone

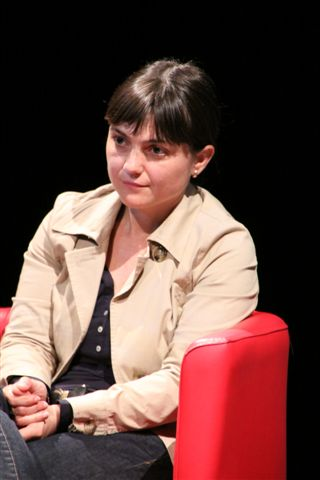
Debora Serracchiani

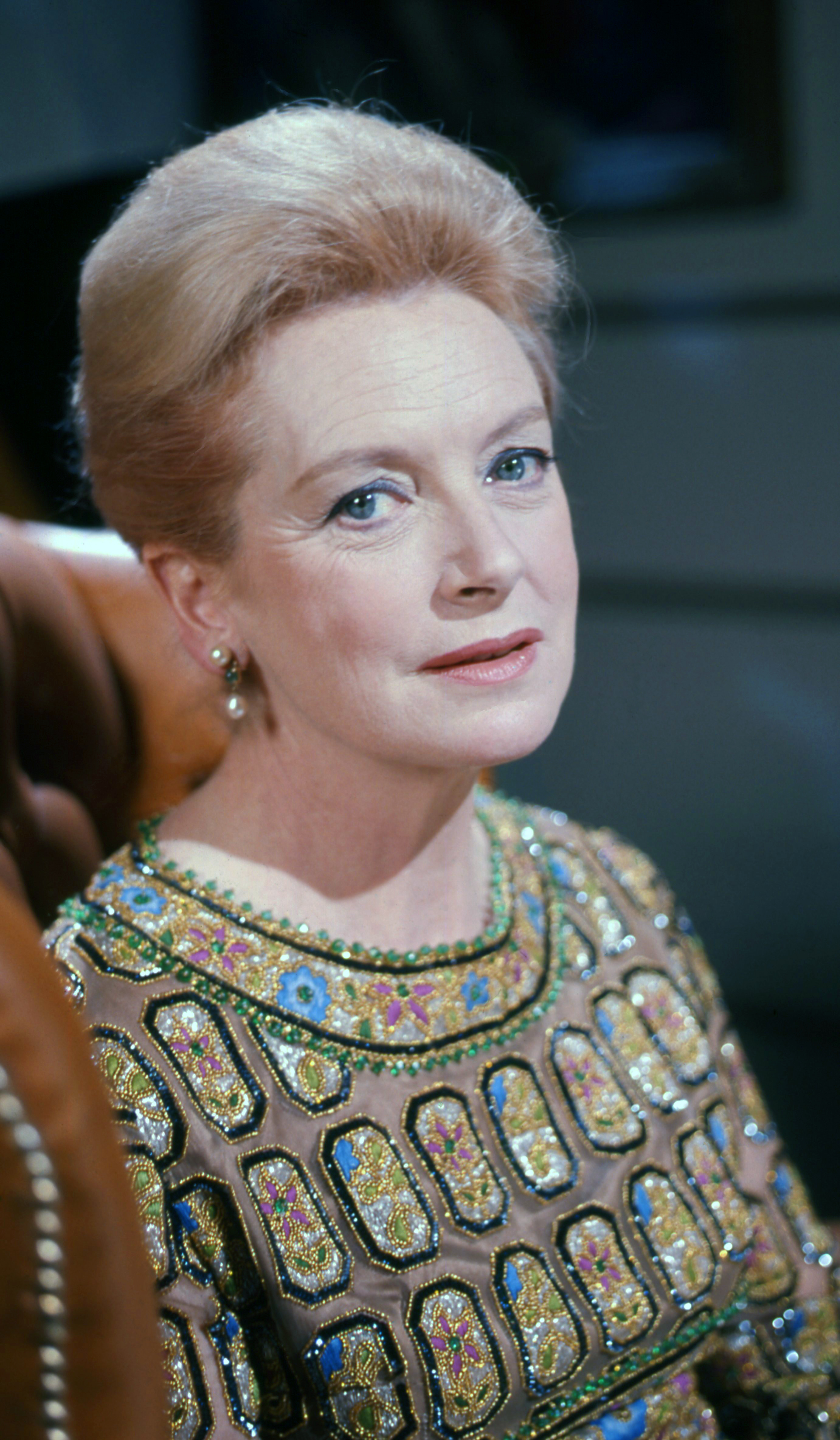
Deborah Kerr

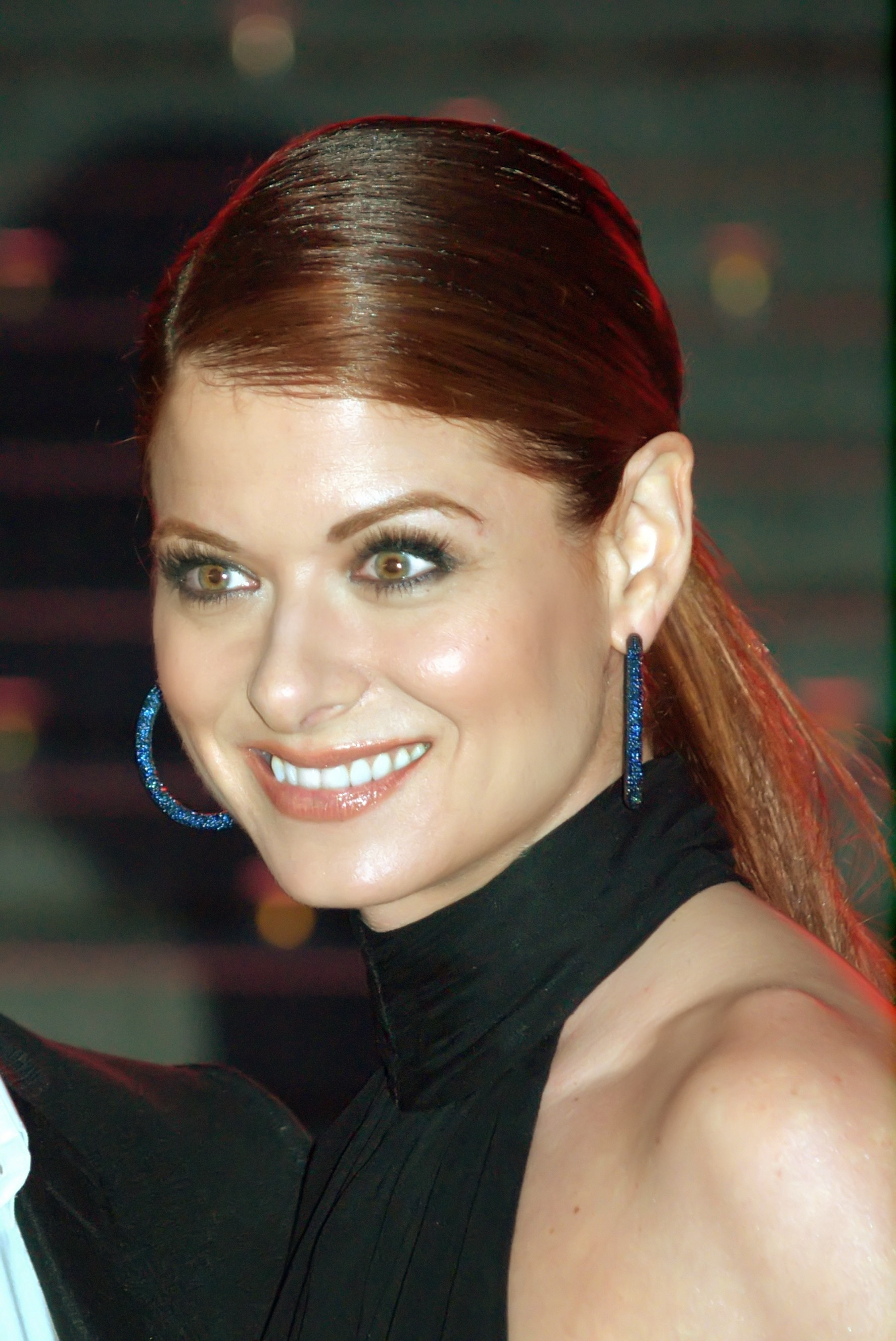
Debra Messing

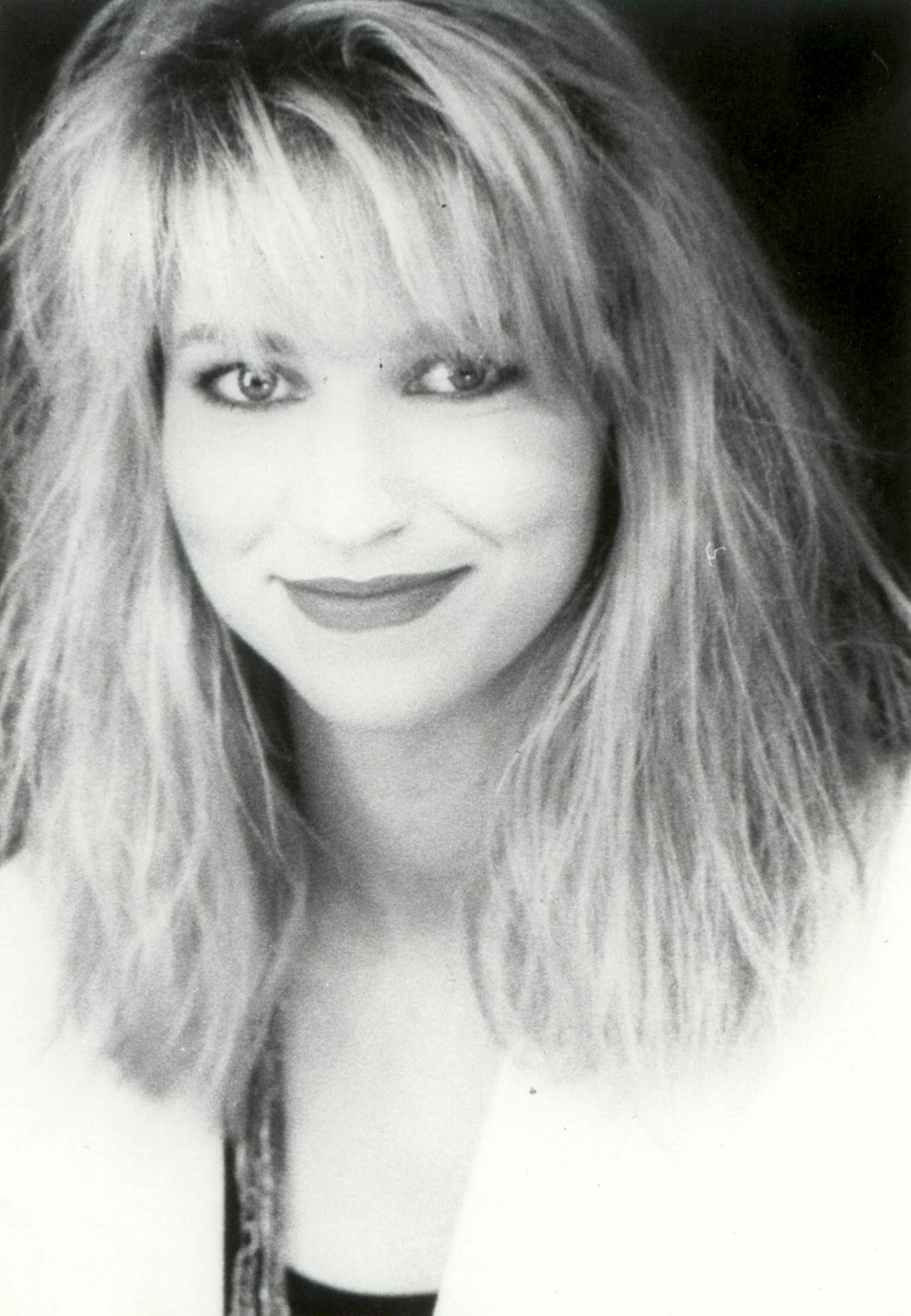
Debbie Gibson

- Debora Caprioglio, attrice italiana
- Debora Carangelo, cestista italiana
- Debora Magnaghi, doppiatrice italiana
- Debora Montanari, hockeista su ghiaccio italiana
- Debora Patta, giornalista e produttrice televisiva sudafricana
- Debora Salvalaggio, showgirl italiana
- Debora Serracchiani, avvocatessa e politica italiana
- Debora Villa, attrice e comica italiana

### Variante Deborah
- Deborah Bergamini, politica, manager e giornalista italiana
- Deborah Compagnoni, sciatrice alpina italiana
- Deborah Cox, cantante canadese
- Deborah Ellis, scrittrice canadese
- Deborah Fait, giornalista italiana naturalizzata israeliana
- Deborah Priya Henry, modella malese
- Deborah Iurato, cantante italiana
- Deborah Kahl, cantante ceco-tedesca, conosciuta come Debbi
- Deborah Kerr, attrice britannica
- Deborah Kara Unger, attrice canadese
- Deborah Van Valkenburgh, attrice statunitense
- Deborah Ann Woll, attrice statunitense

### Variante Debra
- Debra Granik, regista statunitense
- Debra Hill, sceneggiatrice e produttrice cinematografica statunitense
- Debra Messing, attrice statunitense
- Debra Monk, attrice e cantante statunitense
- Debra Paget, attrice statunitense
- Debra Winger, attrice statunitense

### Variante Debbie
- Debbie Allen, attrice, coreografa e regista statunitense
- Debbie Brill, atleta canadese
- Debbie Dunn, atleta statunitense
- Debbie Ferguson-McKenzie, atleta bahamense
- Debbie Gibson, cantante e cantautrice statunitense
- Debbie Harry, cantante e attrice statunitense
- Debbie Macomber, scrittrice statunitense
- Debbie Reynolds, attrice, cantante e ballerina statunitense

### Altre varianti
- Debi Derryberry, doppiatrice statunitense
- Debrah Farentino, attrice statunitense
- Déborah François, attrice belga
- Debi Mazar, attrice statunitense
- Debbi Morgan, attrice statunitense
- Déborah Ortschitt, pallavolista francese
- Debby Ryan, attrice e cantante statunitense
- Debby Stam, pallavolista olandese

## Il nome nelle arti
- Debbie Benton è un personaggio del film pornografico del 1978 Giochi maliziosi, diretto da Jim Clark.
- Deborah Gelly è la protagonista femminile del film C'era una volta in America diretto da Sergio Leone
- Debbie Callahan è un personaggio della serie di film Scuola di polizia.
- Debbie Fiderer è un personaggio della serie televisiva West Wing - Tutti gli uomini del Presidente.
- Deborah Goren, personaggio ricorrente della serie televisiva Ripper Street.
- Deboroh La Roccia è il vero nome di Rat-Man, supereroe creato dal fumettista Leo Ortolani.
- Debra Morgan è un personaggio del romanzo di Jeff Lindsay La mano sinistra di Dio e della serie televisiva Dexter.
- Debbie Novotny è un personaggio della serie televisiva Queer as Folk.
- Debra Whitman è un personaggio dei fumetti Marvel Comics.
- Deborah è una canzone di Vito Pallavicini (testo), Paolo Conte e Pino Massara (musica), portata al successo da Fausto Leali.
- Debora e Sisara è un dramma sacro in due atti, con musica di Pietro Alessandro Guglielmi.
- Deborah è una canzone dei Jon & Vangelis